# Ammobates similis
Ammobates similis là một loài Hymenoptera trong họ Apidae. Loài này được Mocsáry mô tả khoa học năm 1894.